# Галаган Григорій Анатолійович
Григо́рій Анато́лійович Галага́н — генерал-майор Збройних Сил України, перший заступник керівника Центру спеціальних операцій «А» СБУ (з 2022). Командувач Сил спеціальних операцій Збройних сил України (2020—2022),

## З життєпису
1999 року після закінчення розвідувального факультету Інституту сухопутних військ був направлений для подальшого проходження служби в 50-й навчальний центр спеціальної підготовки Головного управління розвідки (м. Кіровоград), де прослужив до 2002 року. Там Галаган перебував на посаді командира групи, виконував обов'язки командира роти, а згодом став викладачем циклу. У цьому ж центрі здійснив свої перші стрибки з парашутом.
2002—2014 рр. — проходив службу в ЦСО «А» СБ АР Крим у м. Сімферополь на посадах заступника начальника відділу. 
2015—2019 рр. — начальник управління, заступник начальника ЦСО «А» Служби безпеки України, м. Київ. 
Квітень — вересень 2019 р. — перший заступник міністра у справах ветеранів України.
Лютий 2020 року — 25 серпня 2020 р. — начальник штабу командування Сил спеціальних операцій Збройних Сил України. 
23 березня 2018 року отримав звання генерал-майора.
25 серпня 2020 року, відповідно до Указу Президента України № 358/2020, призначений командувачем Сил спеціальних операцій Збройних Сил України.
25 липня 2022 року, відповідно до Указу Президента України № 530/2022, звільнений з посади командувача Сил Спеціальних операцій Збройних Сил України. Того ж дня призначений першим заступником керівника Центру спеціальних операцій «А» СБУ.

## Нагороди
- Орден «За мужність» III ступеня (13 серпня 2015) — за особисту мужність і високий професіоналізм, виявлені у захисті державного суверенітету та територіальної цілісності України, вірність військовій присязі[6];
- Орден Богдана Хмельницького III ступеня[7];
- Медаль «За військову службу Україні»[8].